# Patrick Jacquemet
Patrick Jacquemet (Lyon, 10 de novembro de 1965) é um ex-futebolista e treinador de futebol taitiano nascido na França, que jogava como goleiro.

## Carreira
Jacquemet defendeu em sua carreira apenas um clube: o Valence, entre 1984 e 1992. Depois de conquistar o título da terceira divisão francesa em 1992-93 e a promoção para a Ligue 2, pendurou as chuteiras com apenas 26 anos de idade.
Porém, voltaria a jogar em 1998, desta vez pela Seleção Taitiana; foram 2 jogos, ambos pela Copa das Nações da OFC do mesmo ano, e contra as 2 potências do futebol da região oceânica, Austrália e Nova Zelândia. No primeiro jogo, vitória neozelandesa por 1 a 0 (gol contra de Heimana Paama) e no segundo, 4 a 1 para a Austrália (gols de Damian Mori e Carl Veart para os Socceroos e de Hiro Labaste para o Taiti).

## Carreira de técnico
Em 1999, Jacquemet decidiu permanecer no Taiti, agora para treinar o AS Vénus. Pelo clube, foi bicampeão nacional (1999 e 2000), da Coupe T.O.M. (que reunia equipes dos territórios franceses na Oceania) e venceu a Copa dos Campeões Ultramarinos em 2000.
Comandou também a Seleção Taitiana entre junho de 2001 e agosto de 2003, substituindo o greco-australiano Leon Gardikiotis, e desde então não voltaria a treinar outras equipes. Atualmente é diretor-técnico da OFC, sendo um dos responsáveis por supervisionar os cursos técnicos dos treinadores da região das Ilhas do Pacífico.